# (4164) Shilov
(4164) Shilov es un asteroide perteneciente al cinturón de asteroides, de la familia asteroidal de Eunomia descubierto el 16 de octubre de 1969 por la astrónoma soviética Liudmila Chernyj desde el Observatorio Astrofísico de Crimea (República de Crimea, Rusia).

## Designación y nombre
Designado provisionalmente como 1969 UR. Fue nombrado en homenaje al pintor soviético Alexander Maxovich Shilov.